# Cyclopogon hennisianus
Cyclopogon hennisianus är en orkidéart som först beskrevs av Sandt, och fick sitt nu gällande namn av Dariusz Lucjan Szlachetko. Cyclopogon hennisianus ingår i släktet Cyclopogon, och familjen orkidéer. Inga underarter finns listade i Catalogue of Life.